# My Story (松田聖子のアルバム)
『My Story』（マイ・ストーリー）は、松田聖子通算29枚目のオリジナル・アルバム。1997年5月21日発売。発売元はマーキュリー・ミュージックエンタテインメント。

## 解説
25万枚セールスを記録した先行シングル「私だけの天使〜Angel〜/あなたのその胸に」を含む本作。15万枚を超える売上を記録、オリコンチャート5位にランクインした。

## 収録曲
全曲　作詞：松田聖子　作曲：松田聖子・小倉良　編曲：鳥山雄司
1. So much in love　（4:51）
2. 波乱万丈　（4:54）
3. Friend　（4:37）
4. 私だけの天使〜Angel〜　（5:46）
5. あなたのその胸に　（4:38）
6. 輝く未来に　（4:50）
7. 切なすぎる心　（5:00）
8. Jealousy　（5:11）
9. 二人の愛のかたち　（4:51）
10. Sing　（5:45）

## 関連作品
- 波乱万丈
  - Seiko '96-'98
- 私だけの天使〜Angel〜
  - シングル「私だけの天使〜Angel〜/あなたのその胸に#関連作品」を参照されたい
- あなたのその胸に
  - シングル「私だけの天使〜Angel〜/あなたのその胸に#関連作品」を参照されたい
- 切なすぎる心
  - Seiko '96-'98